# Prnjavor, Plav
Prnjavor este un sat din comuna Plav, Muntenegru. Conform datelor de la recensământul din 2003, localitatea are 944 de locuitori (la recensământul din 1991 erau 1128 de locuitori).

## Demografie
În satul Prnjavor locuiesc 624 de persoane adulte, iar vârsta medie a populației este de 32,4 de ani (32,6 la bărbați și 32,2 la femei). În localitate sunt 204 gospodării, iar numărul mediu de membri în gospodărie este de 4,63.
|  |

| Demografie | Demografie | Demografie |
| An         | Locuitori  | Locuitori  |
| ---------- | ---------- | ---------- |
|            |            |            |
|            |            |            |
|            |            |            |
|            |            |            |
| 1948       | 733        |            |
| 1953       | 792        |            |
| 1961       | 848        |            |
| 1971       | 899        |            |
| 1981       | 965        |            |
| 1991       | 1128       | 944        |
| 2003       | 1306       | 944        |

| \| Componența etnică conform recensământului din 2003[2] \| Componența etnică conform recensământului din 2003[2] \| Componența etnică conform recensământului din 2003[2] \| Componența etnică conform recensământului din 2003[2] \| Componența etnică conform recensământului din 2003[2] \| \| ----------------------------------------------------- \| ----------------------------------------------------- \| ----------------------------------------------------- \| ----------------------------------------------------- \| ----------------------------------------------------- \| \| \| \| \| \| \| \| Bosniaci \| Bosniaci \| \| 893 \| 94,59% \| \| Musulmani \| Musulmani \| \| 31 \| 3,28% \| \| Muntenegreni \| Muntenegreni \| \| 12 \| 1,27% \| \| Sârbi \| Sârbi \| \| 5 \| 0,52% \| \| Albanezi \| Albanezi \| \| 1 \| 0,1% \| \| necunoscută \| necunoscută \| \| 2 \| 0,21% \| |              |  |     |        |
| Componența etnică conform recensământului din 2003 |              |  |     |        |
| |              |  |     |        |
| Bosniaci | Bosniaci     |  | 893 | 94,59% |
| Musulmani | Musulmani    |  | 31  | 3,28%  |
| Muntenegreni | Muntenegreni |  | 12  | 1,27%  |
| Sârbi | Sârbi        |  | 5   | 0,52%  |
| Albanezi | Albanezi     |  | 1   | 0,1%   |
| necunoscută | necunoscută  |  | 2   | 0,21%  |